# Schlacht bei Batoh
Schowti Wody (1648) – Korsun (1648) – Starokostjantyniw (1648) – Pyljawzi (1648) – Pohost (1648) – Lojew I (1649) – Zahal (1649) – Sbarasch (1649) – Sboriw (1649) – Krasne (1651) – Kopytschynzi (1651) – Berestetschko (1651) – Lojew II (1651) – Bila Zerkwa (1651) – Batoh (1652) – Kamjanez-Podilskyj (1652) – Monastyryschtsche (1653) – Suceava (1653) – Schwanez (1653)
Die Schlacht bei Batoh war eine Schlacht, die 1652 bei Batoh nahe der Ortschaft Tschetwertyniwka (Четвертинівка) in der Oblast Winnyzja in der heutigen Ukraine zwischen den Truppen Polen-Litauens unter der Führung von Kronhetman Marcin Kalinowski auf der einen Seite und der Saporoger Kosaken im Bund mit dem Krim-Khanat auf der anderen ausgetragen wurde. Aus dem Kampf gingen die Kosaken siegreich hervor, nahmen bis zu 8.000 Gefangene, die nach der Schlacht massakriert wurden. Unter den Opfern des Massakers befanden sich die Militärkommandeure Samuel Jerzy Kalinowski, Zygmunt Przyjemski, Jan Odrzywolski und Marek Sobieski.

## Hintergrund
Im Jahr 1652 marschierte der Ataman der Saporoger Kosaken, Bohdan Chmelnyzkyj, mit seinen Truppen Richtung des Fürstentums Moldau, um eine gegen Polen gerichtete Allianz mit dem Fürsten Vasile Lupu zu schließen. Hierzu sollte eine Heirat seines Sohnes Tymofij mit Ruxandra, eine Tochter des moldawischen Herrschers, den ernsten Willen zum Bündnis einstweilen unterstreichen.
Hetman Marcin Kalinowski, der Führer der polnischen Kronarmee, entschied sich einzugreifen. Im Mai 1652 sammelte er eine Streitmacht um sich, welche die Kosaken und ihre Verbündeten, die Krimtataren, in der Nähe von Batoh im Kampflager stellen sollte.
Die Armeestärke der polnischen Seite wird auf bis zu 15.000 Mann geschätzt, die der Kosaken und Tataren auf bis zu 50.000 Kämpfer.

## Die Schlacht
Die Polen begingen bereits vor der Schlacht fatale taktische Fehler, indem sie den Kosaken und Tataren erlaubten über den Fluss Boh überzusetzen. Kurz darauf wurde das polnische Kampflager rasch umzingelt, in dem es alsbald zu Spannungen zwischen Kalinowski und den restlichen Kommandeuren kam. Am 1. Juni kam es zur ersten Schlacht zwischen den verfeindeten Parteien. Diesen Angriff wehrten die Polen noch erfolgreich ab, doch die Spannungen über die richtige Taktik vertieften sich und es kam zur Revolte in Teilen der polnischen Armee. Ein Teil wollte bleiben und kämpfen, ein anderer die Flucht vor dem Feind ergreifen. In dieser chaotischen Situation kam es am nächsten Tag zu erneuten Kampfhandlungen, in denen die Polen durch die kosakisch-tatarische Streitmacht bezwungen wurden. Hetman Kalinowski fiel an der Seite seines Sohnes Samuel während der Schlacht.

## Das Massaker und die Folgen
Nach der Schlacht gingen bis zu 8.000 Mann in die kosakische Gefangenschaft, die anschließend aus Rache für die kosakische Niederlage in der Schlacht bei Beresteczko 1651 umgebracht wurden.
Zu den Opfern der Schlacht und des Massakers gehörten unter anderem: Samuel Jerzy Kalinowski, der Sohn des polnischen Hetmans und Schwiegersohn des polnischen Kronkanzlers Jerzy Ossoliński, Jan Odrzywolski, Rittmeister der kosakischen Kavallerie und Kastellan von Czernihow, Zygmunt Przyjemski, General der polnischen Artillerie und Infanterie, Marek Sobieski, Rittmeister der polnischen Kavallerie, Starost von Krasnystaw und Jaworów und älterer Bruder des späteren polnischen Königs Jan III. Sobieski. Zu den wenigen Überlebenden des Massakers gehörten u. a. Krzysztof Grodzicki, General der polnischen Artillerie und Stefan Czarniecki, polnischer Nationalheld im Kampf gegen die Schweden und Hetman der polnischen Krone.
In der Schlacht von Batoh und im anschließenden Massaker wurden die besten Einheiten der polnischen Krone vernichtet. Obwohl die Verluste der polnischen Armee in den Folgejahren rasch ersetzt wurden, wog der Verlust der erfahrensten Militärkommandeure und Militäreinheiten schwer. Durch die Niederlage bedingt, verloren die Polen zeitlich begrenzt die militärische Kontrolle über weite Teile der Ukraine und ermöglichten ihren Feinden, den Russen (ab 1654) und Schweden (ab 1655) zu kraftvollen Offensiven gegen das Königreich Polen-Litauen überzugehen.
| Schlacht bei Batoh |

| Winnyzja |

Von einigen polnischen Historikern und Publizisten der Gegenwart wird das Massaker nach der Schlacht bei Batoh auch als erstes Katyn bezeichnet.